# 白石さと
白石 さと（しろいし さと、1992年12月2日 - ）は、福島県郡山市出身のハンドボール選手。日本ハンドボールリーグのオムロン所属。

## 経歴
郡山市立郡山第一中学校時代は2007年の全国中学校ハンドボール大会で3位となり、大会優秀選手に選ばれた。
中学卒業後は四天王寺高等学校へ進学し、2008年に第2回女子ユース世界選手権大会の日本代表U-18に選出。
2009年には第3回女子ユースアジア選手権の日本代表U-18に選出された。
高校卒業後は東京女子体育大学へ進学。2013年は関東学生ハンドボール・春季リーグ、秋季リーグでそれぞれ優秀選手賞を受賞し、全日本学生ハンドボール選手権大会（インカレ）では優秀選手賞を受賞。同年12月に行われた第21回女子世界選手権で大学生ながら日本代表に選出された。
2014年は第19回ヒロシマ国際ハンドボール大会の日本代表に選出。春季リーグでは優秀選手賞を受賞した。同年9月には第17回アジア競技大会の日本代表に選ばれ、銀メダルを獲得した。
2015年に日本ハンドボールリーグのオムロンへ加入。背番号は「23」。同年10月にはリオデジャネイロオリンピック・アジア予選の日本代表に選ばれた。
2016年3月にリオデジャネイロ五輪・世界最終予選の日本代表に選出。日韓定期戦や第21回ヒロシマ国際ハンドボール大会の日本代表にも選出された。ヒロシマ国際大会では最優秀選手賞を受賞している。2016-17年シーズンから背番号を「16」へ変更。1月7日の北國銀行戦では初得点を記録した。
2017-18年シーズンから背番号を「12」へ変更。

## 詳細情報

### 年度別成績
| 年       | チーム   | 試合 | FS 阻止 | 率   | 7m 阻止 | 率   |
| -------- | -------- | ---- | ------- | ---- | ------- | ---- |
| 2015-16  | オムロン | 2    | 0/0     | -    | 0/0     | -    |
| 2016-17  | オムロン | 14   | 1/6     | .167 | 2/9     | .222 |
| 2017-18  | オムロン | 24   | 94/213  | .441 | 4/15    | .267 |
| 2018-19  | オムロン | 24   | 61/173  | .353 | 5/18    | .278 |
| JHL：4年 | JHL：4年 | 64   | 156/392 | .398 | 11/42   | .262 |

- 各年度の太字はリーグ最高

### 背番号
- 23 (2015年 - 2016年)
- 16 (2016年 - 2017年)
- 12 (2017年 - )

## 代表歴

### 日本代表
- オリンピック予選 (リオデジャネイロ五輪アジア予選/世界最終予選)
- 世界選手権 (2013年)
- アジア競技大会 (2014年)
- ヒロシマ国際大会 (2014年・2015年・2016年)
- 日韓定期戦 (2014年・2016年)

#### 大会別成績
| 年     | 大会                  | 対戦国           | FS 阻止 | 率 | 7m 阻止 | 率 |
| ------ | --------------------- | ---------------- | ------- | -- | ------- | -- |
| 2015年 | リオ五輪 アジア予選   | ウズベキスタン戦 | -       | -  | -       | -  |
| 2015年 | リオ五輪 アジア予選   | 中華人民共和国戦 | -       | -  | -       | -  |
| 2015年 | リオ五輪 アジア予選   | カザフスタン戦   | -       | -  | -       | -  |
| 2015年 | リオ五輪 アジア予選   | 韓国戦           | -       | -  | -       | -  |
| 2016年 | リオ五輪 世界最終予選 | チュニジア戦     | -       | -  | -       | -  |
| 2016年 | リオ五輪 世界最終予選 | オランダ戦       | -       | -  | -       | -  |
| 2016年 | リオ五輪 世界最終予選 | フランス戦       | -       | -  | -       | -  |

### 日本代表U-24
- ユニバーシアード競技大会 (2015年)

### 日本代表U-18
- ユース世界選手権 (2008年)
- ユースアジア選手権 (2009年)